# Cuatricromía (álbum)
Cuatricromía es el séptimo álbum de estudio del grupo español Fangoria, publicado el 26 de febrero de 2013 en España y el 18 de marzo de 2013 en México por las compañías Warner Music Spain, Warner Music México y DRO. Está conformado por cuatro EPs, cada uno de los cuales resalta un género musical específico y un productor distinto, donde contaron con la colaboración de los productores La Casa Azul, Sigue Sigue Sputnik, Los Pilotos y Jon Klein. El título del disco alude al proceso de impresión en cuatricromía, que emplea cuatro colores básicos (cian, magenta, amarillo y negro). Esto simboliza la estructura del álbum, compuesto por cuatro EPs, cada uno representando un género musical distinto y producido por un productor diferente, de manera que cada color se vincula con un componente único del proyecto. Las canciones de Cuatricromía fueron compuestas por Fangoria en colaboración con Guille Milkyway, Jaume Ferrer y Mauro Canut. El diseño de la portada estuvo a cargo de Juan Gatti.
El álbum debutó en el número uno en la lista de álbumes más vendidos de España (Promusicae). Del álbum se publicaron dos sencillos: «Dramas y comedias» y «Desfachatez». El primero de estos debutó en el número nueve de la lista de sencillos más vendidos de España. 

## Antecedentes
Tras la etapa de El paso trascendental del vodevil a la astracanada, Alaska y Nacho Canut empezaron a grabar un nuevo álbum dividido en varias secciones llamadas EP (extended play). Cada uno de ellas incluye cuatro canciones de diferentes productores y diferentes sonidos que forman al grupo.

## Estructura y composición
El disco c o cian puso de relieve el aspecto más accesible y melódico del dúo, destacándose por una clara orientación hacia el pop. Constaba de las canciones «Dramas y comedias», «Piensa en positivo», «Desfachatez» y «Para volver a empezar». La producción fue supervisada por Guille Milkyway, reconocido miembro de La Casa Azul. La premisa conceptual que acompañaba a este EP es la siguiente: «En la vida, comedia; en el arte, drama», una reflexión del arquitecto y fotógrafo de moda Gorka Postigo, quien es además amigo cercano de Alaska y Mario Vaquerizo.  
El disco m o magenta fue producido por Sigue Sigue Sputnik, íconos admirados por Fangoria, con quienes estos últimos ya habían colaborado en sus dos álbumes anteriores. Este EP estuvo dedicado a las canciones más influenciadas por el rock & roll, e incluyó las piezas «Tormenta solar perfecta», «Rendez-vous espacial», «Caprichos de un corazón estrafalario» y «Viaje a ninguna parte», junto con «La sombra de una traición», que solo estuvo disponible en la versión digital del álbum. La frase que acompañó a este disco fue: «¿Quién necesita a la televisión cuando tiene a T. Rex?», una cita de David Bowie tomada de uno de los versos de la canción «All the Young Dudes». 
El disco y o amarillo contenía las canciones «Errores garrafales», «Peligros», «Un robot no cree en Dios» y «Rompe la cadena». Esta parte del álbum estuvo dedicado a la búsqueda de un sonido más electrónico, y la producción estuvo a cargo de Los Pilotos, dúo formado por Florent y Banin, miembros de Los Planetas. La cita que acompañó a este disco fue: «Vi el resplandor de las llamas que rugían alrededor de mi nave, me encontré en una bola de fuego que se precipitaba hacia abajo», una frase de Yuri Gagarin, piloto espacial y primer ser humano en viajar al espacio exterior. 
Finalmente, el disco k o negro consistió en cuatro canciones producidas por Jon Klein, miembro de Specimen y guitarrista en la última etapa de Siouxsie & The Banshees. Su trabajo abarcó las canciones que exploran el lado más gótico de Fangoria: «Lo tuyo no es normal», «Ecos de ayer», «El mundo conspira contra ti» y «Cuatro colores». La cita que acompañó a este disco fue: «El que se viste de muerte en un carnaval es el muerto más alegre», una reflexión de Ramón Gómez de la Serna.

## Publicación y promoción
Para la edición en España, el primer formato en que se publicó Cuatricromía consistió en un concepto de caja-álbum confeccionada a mano. En su interior, se encontraban separadamente: las láminas-portadas y cuatro digipacks de cartón, cada uno conteniendo uno de los cuatro EP que conforman el diseño del álbum, dividido por colores o estilos. Cada digipack incluía su respectivo libreto con información detallada sobre cada uno de los EP. El segundo formato en el que se publicó en España fue la edición en vinilo, que consta de dos LP. En este formato, cada uno de los extended plays conceptuales ocupaba las respectivas caras A y B de los discos de acetato. Así, el EP azul se encuentra en la cara A del LP-1, mientras que el EP magenta ocupa la cara B de ese mismo LP, y lo mismo ocurre con los otros dos EP. Dentro de la carpeta de cartón del vinilo se incluye un insert con las letras de las canciones, los datos de autoría, fotos y la información sobre la grabación de los temas. Esta edición fue limitada a tan solo 500 ejemplares.
Para la edición publicada en México, se optó por un formato de CD único, que incluye un total de 16 pistas en el disco compacto. Esto significa que no se hizo la separación en 4 EP como en la edición española, sino que todas las canciones aparecen reunidas en un solo disco.
La frase que eligieron Alaska y Nacho Canut para bautizar todo el álbum es la siguiente: «Que dos y dos sean necesariamente cuatro, es una opinión que muchos compartimos. Pero si alguien sinceramente piensa otra cosa, que lo diga. Aquí no nos asombramos de nada», una cita de Antonio Machado. Esta frase, sin embargo, es casi imperceptible, pues fue colocada en la parte inferior de la contraportada de la caja-álbum en la edición española.

### Sencillos
El sencillo «Dramas y comedias» se estrenó un día antes de su publicación oficial en el programa Siglo 21 de Radio 3, lo que provocó que Fangoria se convirtiera en trending topic en la red social Twitter. Ese mismo día, Warner y DRO anunciaron que a las 23:59 horas se estrenaría el videoclip del sencillo. El lanzamiento fue un rotundo éxito: pocas horas después de su salida como sencillo digital, alcanzó el puesto número 1 en las listas de ventas tanto de sencillos como de vídeos. Además, ese día se puso en marcha la preventa del disco Cuatricromía, que también alcanzó el número 1. Este día resultó ser muy especial para Fangoria, con tres números 1 en su haber. En apenas 24 horas, el videoclip superó las 50.000 visitas en YouTube.

## Lista de canciones
- Edición estándar

| Cuatricromía: Disco C |                         |                                                        |                        |          |  |
| N.º                   | Título                  | Escritor(es)                                           | Productor(es)          | Duración |  |
| 1.                    | «Dramas y comedias»     | Ignacio Canut, Olvido Gara, Guille Milkyway            | Fangoria, La Casa Azul | 4:03     |  |
| 2.                    | «Piensa en positivo»    | Canut, Gara, Mauro Canut                               | Fangoria, La Casa Azul | 3:20     |  |
| 3.                    | «Desfachatez»           | Canut, Gara, Mauro Canut                               | Fangoria, La Casa Azul | 4:23     |  |
| 4.                    | «Para volver a empezar» | Canut, Gara, Jaime García Ferrer, Irene Alonso Sánchez | Fangoria, La Casa Azul | 3:40     |  |

| Cuatricromía: Disco M |                                        |                            |                               |          |  |
| N.º                   | Título                                 | Escritor(es)               | Productor(es)                 | Duración |  |
| 1.                    | «Tormenta solar perfecta»              | Canut, Gara, García Ferrer | Fangoria, Sigue Sigue Sputnik | 4:28     |  |
| 2.                    | «Rendez-vous espacial»                 | Canut, Gara, Milkyway      | Fangoria, Sigue Sigue Sputnik | 4:21     |  |
| 3.                    | «Caprichos de un corazón estrafalario» | Canut, Gara, Mauro Canut   | Fangoria, Sigue Sigue Sputnik | 3:38     |  |
| 4.                    | «Viaje a ninguna parte»                | Canut, Gara, Milkyway      | Fangoria, Sigue Sigue Sputnik | 4:19     |  |

| Cuatricromía: Disco Y |                            |                            |                       |          |  |
| N.º                   | Título                     | Escritor(es)               | Productor(es)         | Duración |  |
| 1.                    | «Errores garrafales»       | Canut, Gara, Mauro Canut   | Fangoria, Los Pilotos | 5:18     |  |
| 2.                    | «Peligros»                 | Canut, Gara, García Ferrer | Fangoria, Los Pilotos | 4:34     |  |
| 3.                    | «Un robot no cree en Dios» | Canut, Gara, García Ferrer | Fangoria, Los Pilotos | 4:04     |  |
| 4.                    | «Rompe la cadena»          | Canut, Gara, Mauro Canut   | Fangoria, Los Pilotos | 5:27     |  |

| Cuatricromía: Disco K |                               |                                         |                     |          |  |
| N.º                   | Título                        | Escritor(es)                            | Productor(es)       | Duración |  |
| 1.                    | «Lo tuyo no es normal»        | Canut, Gara, García Ferrer              | Fangoria, Jon Klein | 4:31     |  |
| 2.                    | «Ecos de ayer»                | Canut, Gara, García Ferrer, Pablo Sycet | Fangoria, Klein     | 4:42     |  |
| 3.                    | «El mundo conspira contra ti» | Canut, Gara, Mauro Canut                | Fangoria, Klein     | 3:16     |  |
| 4.                    | «Cuatro colores»              | Canut, Gara, García Ferrer              | Fangoria, Klein     | 4:58     |  |

- Edición digital

| Cuatricromía: Disco M |                             |                            |                               |          |  |
| N.º                   | Título                      | Escritor(es)               | Productor(es)                 | Duración |  |
| 5.                    | «La sombra de una traición» | Canut, Gara, García Ferrer | Fangoria, Sigue Sigue Sputnik | 3:33     |  |